# 아이폰 OS 3
아이폰 OS 3 (iPhone OS 3), 후에 변경된 이름으로 iOS 3는 애플이 개발하여 아이폰 (1세대), 아이폰 3G, 아이폰 3GS, 아이팟 터치 (1세대), 아이팟 터치 (2세대), 아이팟 터치 (3세대), 아이패드 (1세대) 등에 탑재되었던 iOS 계열의 스마트폰 운영 체제이다. 아이폰 OS 2까지 아이폰에만 탑재되어 아이폰 OS라 불렸으나, 아이폰 OS 3부터 아이패드에도 탑재되어, 후속 버전부터 이름을 iOS 으로 변경하였다. 후속 버전은 iOS 4이다.

## 새로운 기능
오려내기, 복사하기, 붙이기, 스포트라이트, 인앱 결제 등의 기능이 아이폰 OS 3에서 새로이 추가되었다.

## 지원 기기
| - 아이폰 (1세대) - 아이폰 3G - 아이폰 3GS | - 아이팟 터치 (1세대) - 아이팟 터치 (2세대) - 아이팟 터치 (3세대) | - 아이패드 (1세대) |

## 문제
몇몇 아이폰과 아이팟 터치 사용자들이 기기가 잠잔 상태에서 깨우기 버튼을 눌러도 기기가 켜지지 않는 문제를 보고하였으며, 애플이 출시한 업데이트 버전인 아이폰 OS 3.1.2에서 이 문제가 해결되었다.
몇몇 아이패드 사용자들은 와이파이 문제 등을 보고하였으며, 역시 추후에 출시된 업데이트 버전인 iOS 3.2.1에서 해결되었다.

## 참고 자료
- Apple Inc.. "iPhone — New features in the iPhone 3.1 Software Update". Apple Inc. Retrieved January 12, 2010.
- Shiels, Maggie (June 9, 2009). "Mixed reaction to iPhone update". BBC News.